# فريو ماكميلان
فريو ماكميلان (بالإنجليزية: Frew McMillan)‏ هو لاعب كرة مضرب جنوب أفريقي. هو أحد أبطال الجراند سلام. فاز ببطولة ويمبلدون للزوجي ثلاث مرات مع بوب هيويت.

## نهائيات الجراند سلام

### الوصافة (1)
| النسة | البطولة                     | المنافس  | النتيجة            |
| 1970  | بطولة جنوب أفريقيا المفتوحة | رود ليفر | 6–4, 2–6, 1–6, 2–6 |

## روابط خارجية
- فريو ماكميلان على موقع رابطة محترفي التنس (الإنجليزية)
- فريو ماكميلان على موقع الاتحاد الدولي لكرة المضرب (الإنجليزية)
- فريو ماكميلان على موقع كأس ديفيز (الإنجليزية)
- فريو ماكميلان على موقع قاعة مشاهير كرة المضرب الدولية (الإنجليزية)
- فريو ماكميلان على موقع خلاصة التنس.كوم (الإنجليزية)